# Storm of the Light’s Bane
| Оценки критиков     | Оценки критиков |
| Источник            | Оценка          |
| ------------------- | --------------- |
| AllMusic            | [ 1 ]           |
| Metal.de            | [ 2 ]           |
| Ultimate Guitar     | [ 3 ]           |
| Metal Storm         | [ 4 ]           |
| Rock Hard           | [ 5 ]           |
| Chronicles of Chaos | [ 6 ]           |

Storm of the Light’s Bane — второй полноформатный альбом шведской блэк-метал-группы Dissection. Альбом был выпущен 17 ноября 1995 года на лейбле Nuclear Blast. Является последним полноформатным альбомом группы, выпущенным перед десятилетним тюремным заключением основателя коллектива, Йона Нёдтвейдта, в 1997 году за убийство Йозефа бен Меддура. Только в 2006 году они выпустят свой третий и последний альбом Reinkaos, после которого последовало самоубийство Нёдтвейдта и распад группы.
Многие критики считают альбом шедевром в своём жанре и одним из величайших альбомов блэк-метала всех времён. Storm of the Light’s Bane оказал значительное влияние на развитие экстремального металла, вдохновив многие группы наподобие Watain, чей фронтмен играл на бас-гитаре с группой во время их финальных выступлений.

## Список композиций
Все тексты написаны Йоном Нёдтвейдтом, за исключением третьего трека, написанного в соавторстве с Тони Сяркка.
| №                   | Название                                                 | Музыка                  | Длительность |
| ------------------- | -------------------------------------------------------- | ----------------------- | ------------ |
| 1.                  | «At the Fathomless Depths» (Инструментальная)            | Нёдтвейдт               | 1:56         |
| 2.                  | «Night's Blood»                                          | Нёдтвейдт/Джон Зветслот | 6:40         |
| 3.                  | «Unhallowed»                                             | Нёдтвейдт/Йохан Норман  | 7:29         |
| 4.                  | «Where Dead Angels Lie»                                  | Нёдтвейдт               | 5:51         |
| 5.                  | «Retribution - Storm of the Light's Bane»                | Нёдтвейдт/Зветслот      | 4:51         |
| 6.                  | «Thorns of Crimson Death»                                | Нёдтвейдт/Норман        | 8:06         |
| 7.                  | «Soulreaper»                                             | Нёдтвейдт/Норман        | 6:57         |
| 8.                  | «No Dreams Breed in Breathless Sleep» (Инструментальная) | Александра Балог        | 1:26         |
| Общая длительность: | Общая длительность:                                      | Общая длительность:     | 43:16        |

## Участники записи
- Йон Нёдтвейдт — вокал, соло- и ритм-гитары, акустическая гитара
- Йохан Норман — ритм-гитара
- Питер Палмдал — бас-гитара
- Оле Оман — ударные